# 글렌 프라이
글렌 루이스 프라이(영어: Glenn Lewis Frey, 1948년 11월 6일 ~ 2016년 1월 18일)는 미국의 싱어송라이터로, 이글스의 일원이자 창립 멤버로 알려져 있다.

## 생애

### 이력
1966년 기타리스트 첫 데뷔하였고 1969년 록 음악 가수 밥 시거(Bob Seger)의 음반에 코러스와 기타 연주로 참여하였으며 1972년 컨트리 록 음악 밴드 이글스(Eagles)의 기타리스트 겸 보컬리스트로 정식 데뷔하였고 1982년 솔로 가수 데뷔하였으며 1986년 미국 영화 《The rescue》의 주연을 통하여 영화배우 데뷔하였다. 2012년 버클리 음악 대학에서 명예 박사 학위를 받았다.

### 사망
TMZ에 따르면, 사인은 류마티스 관절염, 급성 궤양성 대장염, 폐렴 등의 합병증의 조합이라고 되어 있다. 그는 몇 달 동안 장 질병과 싸우고 있었고, 지난해 11월에는 수술도 받았다. 그러나 사망하기 며칠 전에 병세가 악화되었다고 한다.
2016년 1월 18일 향년 69세로 세상을 떠났다.

## 음반 목록

### 정규 앨범
- 《No Fun Aloud》 (1982)No Fun Aloud 이 앨범에서는 I found somebody 와 The one you love 가 빌보드에서 힛트했는데 eagles의 느낌이 많이 나는 좋은 곡들입니다. 고인의 명복을 빕니다.
- 《The Allnighter》 (1984)
- 《Soul Searchin'》 (1988)
- 《Strange Weather》 (1992)
- 《After Hours》 (2012)